# Snostrup Kirke
Snostrup Kirke ligger i den nordøstlige udkant af landsbyen Snostrup ca. 5 km SØ for Frederikssund (Region Hovedstaden).

## Eksterne kilder og henvisninger
- Snostrup Kirke på KortTilKirken.dk
- Snostrup Kirke hos danmarkskirker.natmus.dk (Danmarks Kirker, Nationalmuseet)